# 卡利亚里罗马剧场

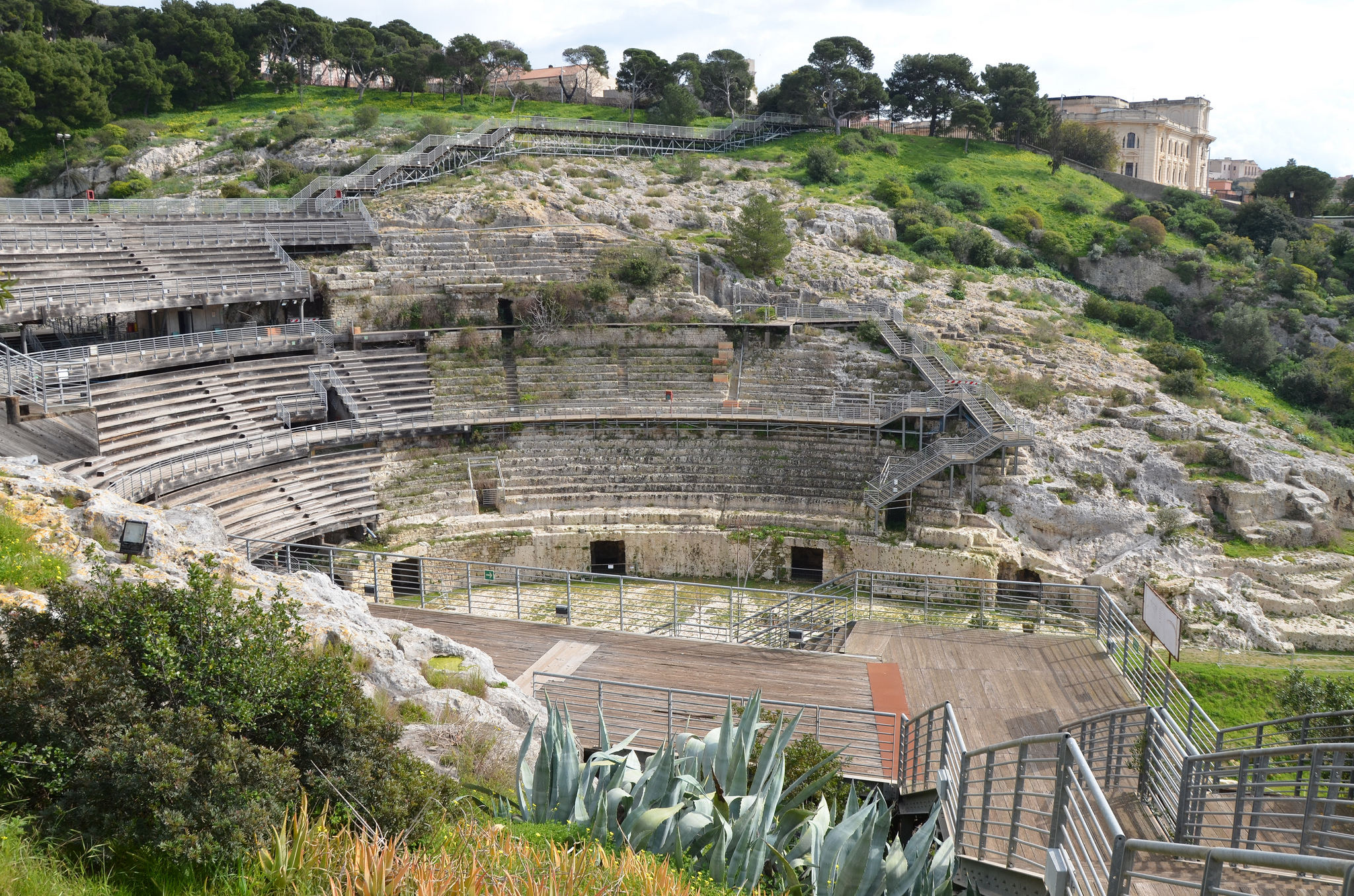
卡利亚里罗马剧场

卡利亚里罗马剧场是一个古罗马圆形竞技场，位于意大利撒丁岛首府卡利亚里。
卡利亚里罗马剧场建于公元2世纪，一半用岩石雕刻，其余部分用当地白色石灰石建造，立面高20米。它用于人兽相斗，以及公开行刑。
卡利亚里罗马剧场自公元5世纪停止使用，后来演变为该地区历代统治者的采石场，包括拜占庭帝国、比萨共和国以及阿拉贡王朝。该地区在19世纪归属卡利亚里市所有，现在用于音乐表演。